# Tepehicán
Tepehicán är en ort i Mexiko.   Den ligger i kommunen Tlatlauquitepec och delstaten Puebla, i den sydöstra delen av landet, 170 km öster om huvudstaden Mexico City. Tepehicán ligger 2 193 meter över havet och antalet invånare är 475.
Terrängen runt Tepehicán är huvudsakligen kuperad, men norrut är den bergig. Runt Tepehicán är det ganska tätbefolkat, med 199 invånare per kvadratkilometer. Närmaste större samhälle är Teziutlan, 17,0 km öster om Tepehicán. I omgivningarna runt Tepehicán växer huvudsakligen savannskog.